# Torfhof

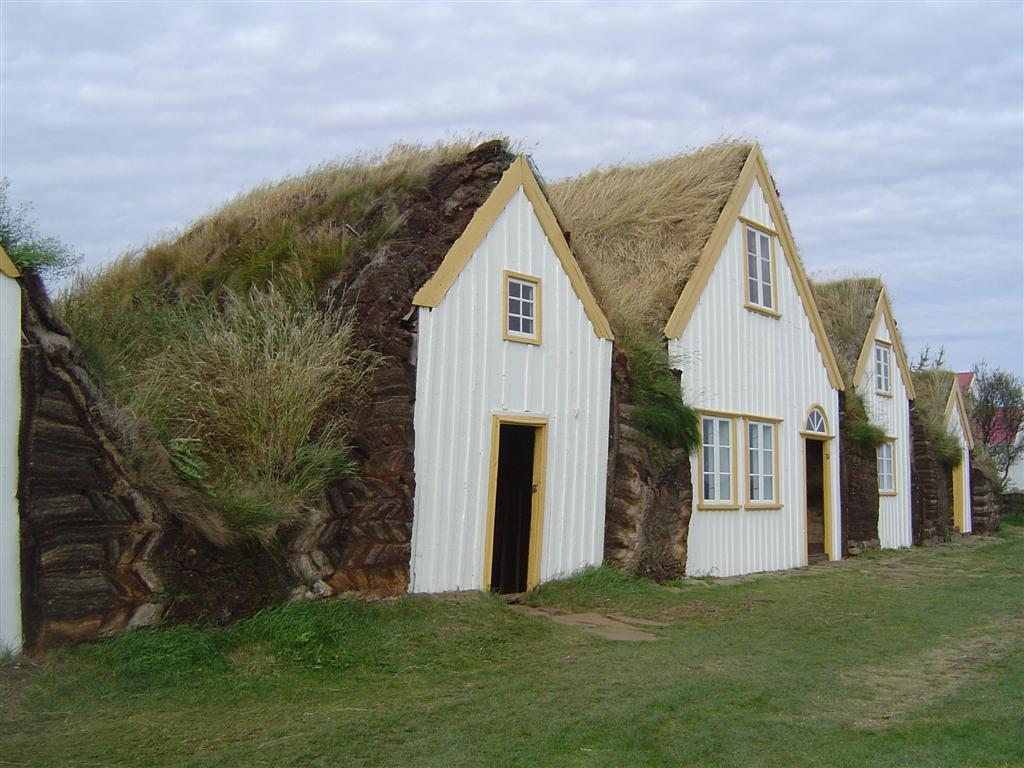
Bild des Museumshofes Glaumbær

Der Torfhof war die vorherrschende Hausform der Landbevölkerung in Island.
Als die Wikinger die Insel besiedelten, brachten sie ihre gewohnten Langhäuser mit. Dafür wurden jedoch große Holzmengen verbraucht. Durch Holzmangel in Island entwickelte sich später diese Hausform. Sie war im ganzen Land verbreitet und wurde bis zur Mitte des 20. Jahrhunderts bewohnt. Mancherorts sind solche Gebäude heute als Museum zu besichtigen.
Die Wände und der rückwärtige Giebel sind bei den Häusern aus Grassoden aufgeschichtet. Aus Holz wurden der vordere Giebel und der Dachstuhl gebaut. Eingedeckt wurde mit flachen Steinen und dann mit Grassoden abgedeckt. Wurde mehr Platz auf dem Hof gebraucht, so wurde ein weiteres Haus mit Giebel daneben gebaut, zum Beispiel für eine Werkstatt oder eine Schmiede. Das einzige Feuer im Haus gibt es in der Küche Eldhús, ein offenes Feuer zum Kochen. Es gab aber nicht jeden Tag warmes Essen. Im Rauch des Feuers wurden Fleisch und Würste konserviert. Der größte Raum im Haus ist die Baðstofa. Hier stehen die Betten. Es ist aber nicht nur das Schlafzimmer, hier wurde auch aus Holzschüsseln mit Klappdeckeln gegessen. Hier wurde in den Abendstunden zur Kvöldvaka („Abendwache“, gemeinschaftliches Beisammensein) gesessen, während zum Beispiel die Wolle verarbeitet wurde, es gab einen Vorleser, es wurde gesungen oder Gedichte vorgetragen. Dieser Raum war oberhalb der Ställe, so wurde die Wärme des Viehs zum Heizen genutzt. 
Durch das verwendete Material waren die Häuser nicht sehr lange haltbar, und es war im Haus recht kühl und feucht.